# Bionic Tower
Bionic Tower plánovaný mrakodrap, který by měl stát na umělém jezeře jihovýchodně od Šanghaje. Mrakodrap je navržen španělskými architekty. Plánovaná výška budovy je 1228 metrů a stavba má trvat 15 až 20 let. V jeho 300 patrech budou úřady, školy, kina, plovárny, kanceláře, hotel a obchodní centrum. Mělo by zde pracovat až 100 000 lidí. Podle tvůrců bude Bionic Tower dokonale odolná proti požárům a zemětřesením. Náklady se zatím odhadují na 15 mld. USD.